# Antonio Zozaya
Antonio Zozaya You (Madrid, 3 de junio de 1859-México, 9 de febrero de 1943) fue un periodista, jurista y escritor español.

## Biografía
Formado en el academicismo del siglo XIX, fue discípulo de Giner de los Ríos, Salmerón y Gumersindo de Azcárate. Nacido en Madrid (capital) en un medio acomodado y filorrepublicano, fue hijo de Magdalena You y del notario Juan Zozaya Pantiga. Por motivos de salud estudió los últimos años del bachillerato en Soria. Entre 1874 y 1887 se licenció en Derecho Civil y Derecho Canónico por la Universidad Central.

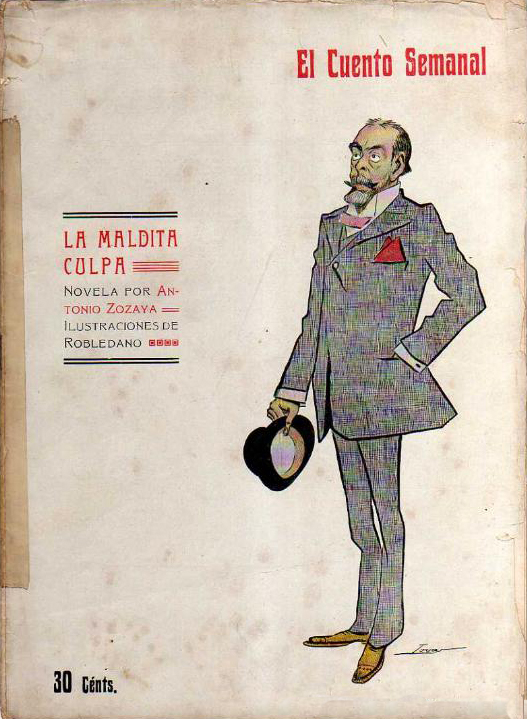
La maldita culpa, n.º 6 de El Cuento Semanal (8 de febrero de 1907). Portada por Tovar.

Destacó como periodista, publicista y creador literario. En fecha tan temprana como 1879, "enmarcada en esa inquietud de transformación educativa que tuvieron republicanos, institucionistas y noventayochistas" y para contribuir "a la educación científica de España y de los pueblos que hablan nuestro idioma", fundó la Biblioteca Económica Filosófica, serie que intentaba poner la gran cultura al alcance de las clases menos favorecidas. A la altura de 1936 la serie contaba con noventa y siete títulos, y otros veinte en preparación. Académico de Ciencias Morales y Políticas, en la medalla n.º 24 (electo el 27 de octubre de 1934), su discurso de ingreso, el 20 de enero de 1935, trató sobre "Libertad e individualismo". El 19 de noviembre de 1940, como resultado de una depuración encubierta, fue dado de baja de la Academia junto con otro célebre académico republicano y también exiliado, Salvador de Madariaga.
Adquirió celebridad con sus novelas La maldita culpa, La bala fría y La dictadura; con comedias como Cuando los hijos lloran (1907) y dramas como Misterio (1909), o bien con misceláneas poéticas y eruditas, como El libro del saber doliente e Ideogramas. Una de sus novelas cortas, Miopita, se adaptó al cine en los años cincuenta, dirigida por Mur Oti, con el título de Cielo Negro. Desarrolló también una extensa labor como traductor de obras de filosofía: Kant, Hegel, Comte, Spencer, Hume, etc. Por su obra La Guerra de las Ideas fue distinguido en 1923 con la Legión de Honor francesa.

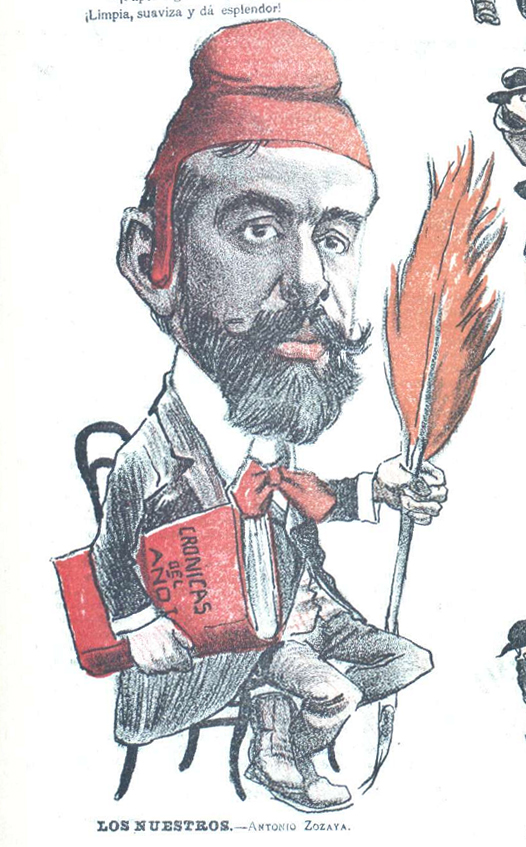
Zozaya en Don Quijote (1902)

Fundador de Izquierda Republicana, sus crónicas periodísticas aparecieron fundamentalmente en los diarios El Liberal (unos 6000 artículos) y La Libertad, de Madrid, entre otros muchos durante sesenta años de dedicación periodística, hasta el punto de que en 1943 tenía publicados unos 8000 artículos de prensa. Por su amplia labor periodística, en 1927 una comisión de relevantes literatos solicitó y obtuvo del Ayuntamiento de Madrid que se le dedicara una plaza con un busto, que se realizó por suscripción popular.
En la sesión celebrada por el Ayuntamiento de Soria (ciudad donde había residido varios años en su juventud y a la que como periodista seguía muy vinculado) el 20 de noviembre de 1922 consta que "queriendo mostrar cariño y gratitud a don Antonio Zozaya por el interés y la simpatía con que ha tratado en la Prensa Española los asuntos de esta ciudad y rindiendo un tributo de justicia a su preclaro ingenio, por unanimidad acordó nombrarle Hijo Adoptivo". Años después, el 30 de septiembre de 1937, la corporación acuerda despojarle del título, "por la campaña periodística que había realizado a favor de los rojos". No será hasta el 26 de noviembre de 2015 cuando el Ayuntamiento de Soria le reintegre la condición de hijo adoptivo de la ciudad. La decisión se llevó a efecto, con asistencia de su familia, en el pleno del Ayuntamiento de Soria del 10 de diciembre de 2015.
Como muchos intelectuales republicanos, con la guerra civil española abandonó Madrid en 1936 en dirección a Valencia, donde continuó su trabajo periodístico. Al final de la contienda, tras pasar por Barcelona y Francia (donde quedaron en campos de concentración sus dos hijos y nueras) emigró a México desde Narbona en la expedición del barco Sinaia (mayo-junio de 1939), y permaneció tres años en aquel país, colaborando en el periódico Excelsior. Allí falleció, y está enterrado en el Cementerio Español junto a su esposa, Leona Balza Oquendo (natural de Amurrio, Álava).
Con ella fue padre de tres hijos, entre ellos el epidemiólogo Carlos Zozaya Balza (1897-1991), y abuelo del arqueólogo medievalista y académico Juan Zozaya Stabel-Hansen (1939-2017).

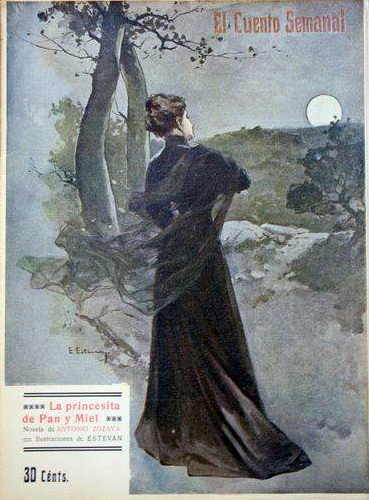
La princesita de pan y miel (n.º 87 de El Cuento Semanal, 28 de agosto de 1908)

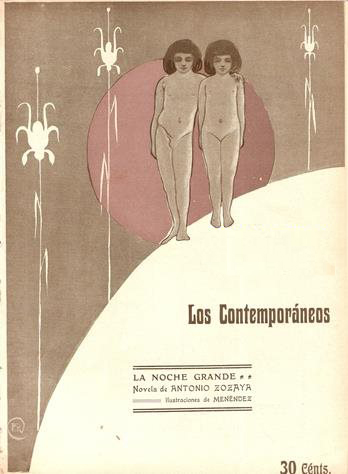
La noche grande (n.º 43 de Los Contemporáneos, 22 de octubre de 1909)